# 比斯塔埃爾莫薩
比斯塔埃爾莫薩是哥倫比亞的城鎮，位於該國中部，由梅塔省負責管轄，距離首府比亞維森西奧145公里，始建於1969年11月29日，面積4,849平方公里，海拔高度299米，2005年人口11,810。
3°7′26″N 73°45′5″W / 3.12389°N 73.75139°W